# Umanle S.R.L.
umanle S.R.L.(한국어: Umanle 유한책임회사)은 파라과이의 페이퍼컴퍼니이다. 주요 서비스로는 나무위키, 아카라이브, 나무뉴스, 나무위키비즈코리아가 있으며 사업 대상 지역은 대한민국이다.

## 주요 서비스

### 나무위키
Umanle S.R.L.은 파라과이 시간을 기준으로 2016년 5월 7일부터 나무위키를 인수, 운영하고있다.

### 아카라이브

#### 나무게임
나무게임은 아카라이브의 포인트를 이용하여 하는 환금성 없는 도박성 게임으로, 2018년 8월 추가되었다. 구슬이 떨어질 위치나 홀짝성 등을 맞추는 게임이다.

#### 라이브 온도계
라이브 온도계는 포인트를 이용하여 하는 환금성이 없는 도박성 게임이다.

#### 포인트
글/댓글 작성이나 나무게임으로 얻은 포인트로 닉네임 변경이나 사설 채널 생성을 할 수 있으며 다른 사람에게 보낼 수 있다. 회원 가입시 1 포인트를 받는다. 채널 생성시 10000포인트가 소비된다. 이 외에도 글 및 댓글 작성, 채널 넘겨주기, 광고 집행 등을 하면 포인트를 얻거나 잃는다.

#### 특수 채널
종합 속보는 각 채널의 모든 게시물들을 모아 볼 수 있는 채널이며, 종합 헤드라인과 오늘의 라이브는 각 채널의 인기들을 모아 볼 수 있는 채널이다. 오늘의 라이브의 기준이 3배 이상 높다.

### 나무뉴스
2020년 7월 20일에 서비스를 시작하였다. 주로 연합뉴스와 엑스포츠뉴스, 로톡뉴스, 게임아이의 뉴스정보를 제공한다.

## 비판 및 논란

### 실소유주및 탈세 논란
umanle S.R.L의 소유주이며, 나무위키의 사측 관리자의 본명은 엑토르 파비안 곤살레스 에스코바르(Héctor Fabián González Escobar)로 알려져 있다. 1991년생으로, 구글의 프로필 정보에서는 파라과이 아순시온 카톨릭 대학에서 공증을 전공하였으며, 산 호세 데 로스 아로요스 출신으로 파라과이 아순시온에 거주 중이라고 나온다. 한국어 구사능력은 물론이고, 한국과의 연고를 전혀 확인할 수 없기 때문에 바지사장 의혹이 있다.
나무위키 측 회사의 위치(파라과이), 본사 건물 위치와 사진을 제외하면, 회사의 지분 소유 구조, 경영진 등 해당 회사에 대한 어떤 것도 알려진 바 없다. 나무위키 측은 한때 위키 사이트는 비영리이며, 나무위키 사용자 커뮤니티인 '아카라이브'에서만 수익을 내 사이트 유지 비용을 충당한다는 영리와 비영리가 혼재된 경영 방침을 내세우고 있었다. 그러나 2018년 들어 자금 부족을 이유로 '아카라이브' 외에 위키 문서에도 구글 애드센스 배너 광고를 전면적으로 부착했다. 운영 주체가 베일에 싸인 탓에 '콘텐츠 사유화를 하려는 것 아니냐', '우만레는 탈세를 위해 만들어진 페이퍼 컴퍼니다' 등의 의혹이 적지 않다. 나무위키의 소유자 umanle 측은 페이퍼 컴퍼니가 아니라고 했으나 지속적인 의혹을 받고 있다. 실제로 한 유튜버가 파라과이 아순시온에 소재한 나무위키 본사 건물을 찾아가자 직원이 상주하지 않은 회계사무소와 가정집이 나왔고, 나무위키 측은 "점심을 위해 모두 외출한 시간이였으며, 방문하였다 하더라도 업무적인 내용이 아닌 사전에 협의되지 않은 사무실 방문은 거부하고 있습니다."는 공지문을 올렸다. 나무위키의 개발자들은 개인 정보를 공개하지 않고 있다.
더욱이 나무위키는 연간 100억 이상인 구글 애드센스와 배너 광고 수익에도 불구하고 정체를 감추기 위해 이메일 계약만 고집해왔는데, 구원모 회장을 비롯한 전자신문의 임원진이 2019년에 나무위키의 파라과이 경영진을 설득하여 국내 합작법인인 나무위키비즈코리아를 설립했다는 설명도 의구심을 키웠다. 참고로, 전자신문의 1대 주주인 이티 네트웍스 역시 페이퍼 컴퍼니라는 의혹이 과거 보도된 바 있었다. 나무위키와 나무위키비즈코리아, 그리고 전자신문의 관계에 대한 논란은 현재진행형으로 이어지고 있다.
한국인의 개인정보를 다루고, 한국인 유저들을 대상으로 영업하지만, 파라과이에서 회사를 운영하며 개인정보보호법 위반과 탈세 논란 의혹이 있는 나무위키와 나무위키의 투자로 만들어진 나무위키비즈코리아의 실소유주 문제는 향후 국회의 국정감사 등을 통해 투명하게 밝혀져야 할 것으로 보인다. 나무위키가 불법 콘텐츠로 몸집을 키우고 있음에도 규제 사각지대에 놓여 있다는 우려 하에, 2024년 11월에는 김장겸 의원 주도로 '나무위키 투명화법'(정보통신망 이용법 개정안)이 발의된 바 있다.

### 독재적, 강압적인 운영방식
우만레가 나무위키 운영을 하기 시작한 이후로 강압적인 운영방식과 본인에 대한 비판문서 (라레나, 탈세 의혹)등은 검열해버리는등, 청동의 리그베다 위키와 비교해 오히려 더 강압적이라는 비판이 있다.

### 내용
1. ↑  한화 약 2100만 원 상당.

## 같이 보기
- 한국어 위키 목록
- 나무위키
- 나무위키비즈코리아
- 페이퍼 컴퍼니
- 전자신문
- 탈세